# Худжахушхон
Худжахушхон (тадж. Хӯҷахушхон; до 2008 года — Худжакушкор) — село в районе Рудаки Республики Таджикистан. Входит в состав джамоата (сельской общины) Лохур района Рудаки.
Находится на расстоянии 33 км от райцентра (пгт. Сомониён) и 24 км от центра общины (село Лохур).
Население — 170 чел. (2017).